# Allanblackia monticola
Allanblackia monticola är en tvåhjärtbladig växtart som beskrevs av Gottfried Wilhelm Johannes Mildbraed. Allanblackia monticola ingår i släktet Allanblackia och familjen Clusiaceae. Inga underarter finns listade i Catalogue of Life.